# La Manzanilla de la Paz
La Manzanilla de la Paz é um município do estado de Jalisco, no México.
Em 2005, o município possuía um total de 3.623 habitantes.